# Reinhild Hoffmann

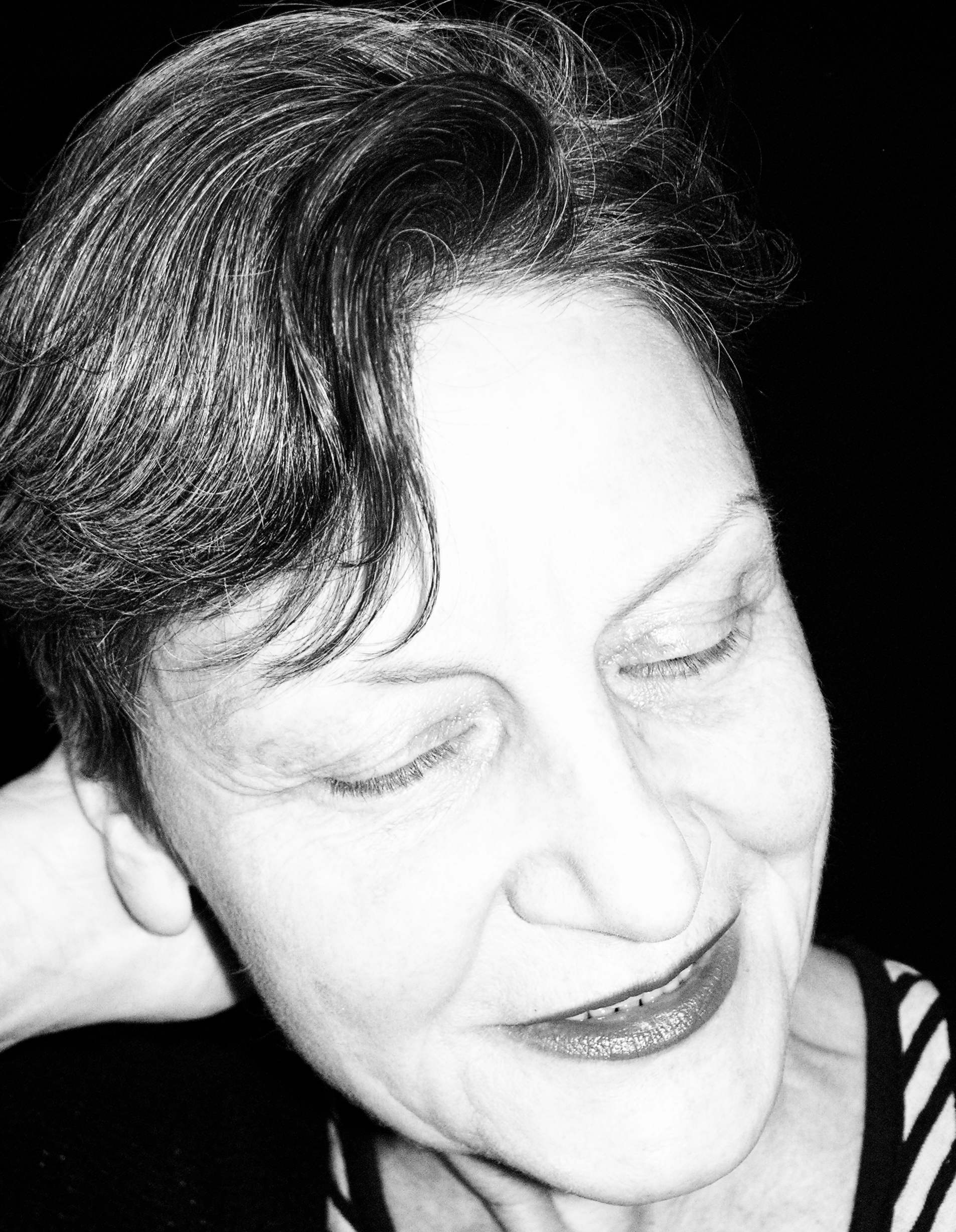
Reinhild Hoffmann

Reinhild Hoffmann (* 1. November 1943 in Sorau) ist eine deutsche Tänzerin und Choreografin, die zu den Pionierinnen des Tanztheaters gehört.

## Frühe Jahre
Reinhild Hoffmann kam als kleines Kind nach Süddeutschland und besuchte in Karlsruhe eine Ballettschule. Sie studierte von 1965 bis 1970 „Zeitgenössischen Tanz“ an der Essener Folkwangschule und schloss mit dem Tanzerzieherexamen ab. Danach arbeitete sie als Tänzerin mit Kurt Jooss und Johann Kresnik.
1975 bis 1977 leitete sie gemeinsam mit Susanne Linke das Folkwang-Tanzstudio. Sie gestaltete ihre erste Choreografie Trio, was ihr ein zweijähriges Choreografiestipendium an der Schule einbrachte. Es entstanden in dieser Zeit Duett, Solo, Fin al punto und Rouge et noir. 
1977 choreografierte sie ihr bekanntes Solo mit Sofa, bei dem die überdimensionierte Schleppe des Kleides die Tänzerin an ein Sofa fesselt, zur Musik von John Cage. Zwei Jahre später schafft sie Steine, Bretter und Auch, die sie mit Solo mit Sofa zu einem Soloabend zusammenstellt. Dieses Soloprogramm tanzte Hoffmann selbst bis 1984. 1978 verbrachte sie, dank eines Stipendiums des Landes Nordrhein-Westfalen, ein halbes Jahr in New York.

## Tanztheater in Bremen
Im Herbst des Jahres 1978 wurde sie zusammen mit Gerhard Bohner als Direktorin des Bremer Tanztheaters engagiert. In Bremen entfalteten sich auf einen Schlag ihre ganzen schöpferischen Möglichkeiten. Ihr erstes Stück hieß Fünf Tage, fünf Nächte und wurde in einem relativ engen, schmalen Raum, dem ehemaligen Kino Concordia, aufgeführt. Diese Räumlichkeiten nutzte Reinhild Hoffmann für das Bremer Tanztheater immer wieder. 
Hochzeit war ihr nächstes Tanzstück, das den gesamten Themenkomplex um Brautwerbung, Hochzeit, Hochzeitsnacht, Ehe, Schwangerschaft behandelte, in allen Stimmungslagen, vom Humor bis zu tiefem Ernst. 1980 folgten Unkrautgarten über familiäre Neurosen, Erwartung und Pierrot Lunaire zu Musik von Arnold Schönberg und Könige und Königinnen, ein Stück, das eine Einladung zum Berliner Theatertreffen erhielt. Gerhard Bohners Vertrag in Bremen wurde 1981 nicht verlängert und Reinhild Hoffmann war nun allein für die Tanzsparte zuständig.
1983 choreografierte sie Callas, das sich mit der Theaterscheinwelt auseinandersetzte. 1984 folgte Dido und Äneas. Diese Werke werden zu ihren gelungensten gezählt. 1985 brachte sie Föhn auf die Bühne, 1986 Verreist, womit Reinhild Hoffmann und ihr Ensemble Abschied von der Bremer Bühne nahmen.

## Schauspielhaus Bochum
Ihr nächstes Engagement fand am Schauspielhaus Bochum statt, was für eine Tanzkompanie ein Novum darstellte. Ihr erstes Stück dort war Machandl (1987), ein Versuch über das Märchenerzählen, der mehr dem Theater als dem Tanztheater verpflichtet war. Weitere Bochumer Stücke waren Von einem, der auszog ..., Horatier nach Heiner Müller, Ich schenk mein Herz, Denn ein für alle Male ists Orpeheus, wenn es singt (1994) und die Gemeinschaftsproduktion Hof. Die Arbeit am Schauspielhaus verstand sie als den Versuch, Schauspiel und Tanz näher zusammenzubringen.

## Freie Arbeit
Ab 1995 war Hoffmanns Bochumer Kompanie durch öffentliche Mittel nicht mehr finanzierbar und wurde aufgelöst. Seitdem arbeitet die inzwischen in Berlin lebende Künstlerin als freie Choreografin und Opernregisseurin. So inszenierte sie 2003 Ariadne auf Naxos von Richard Strauss und 2005 zusammen mit Isabel Mundry Das Mädchen aus der Fremde am Mannheimer Nationaltheater. Im Oktober 2008 folgte eine Inszenierung der Oper Salome von Richard Strauss am Theater Aachen unter der musikalischen Leitung von Marcus R. Bosch.

## Auszeichnungen
Reinhild Hoffmann erhielt 1982 den Deutschen Kritikerpreis und 1992 das Bundesverdienstkreuz Erster Klasse. 1997 wurde sie zum Mitglied der Akademie der Künste Berlin gewählt. Sie übernahm 2007 den Vize-Vorsitz der Sektion Darstellende Kunst.
2022 wurde sie mit dem Deutschen Tanzpreis für ihr Lebenswerk geehrt. Die Jury begründete ihre Entscheidung: „Reinhild Hoffmann gehört zur Pioniergeneration des deutschen Tanztheaters. Für den Tanz in Deutschland war ihr künstlerisches Schaffen von überragender Bedeutung. Sie trug dazu bei, den Tanz als Gattung zu emanzipieren und in Kunst und Gesellschaft zu verankern.“

## Belege
1. ↑  Reinhild Hoffmann - Enzyklopädie - Brockhaus.de. Abgerufen am 24. Juli 2024.
2. ↑  Seit 2007 Stellvertretende Direktorin der AdK Sektion Darstellende Kunst.
3. ↑  Bekanntgabe der Preisträger*innen des Deutschen Tanzpreis 2022. In: dachverband-tanz.de. 4. Mai 2022, abgerufen am 5. Mai 2022.

| Personendaten    | Personendaten                      |
| ---------------- | ---------------------------------- |
| NAME             | Hoffmann, Reinhild                 |
| KURZBESCHREIBUNG | deutsche Tänzerin und Choreografin |
| GEBURTSDATUM     | 1. November 1943                   |
| GEBURTSORT       | Sorau, Schlesien                   |